# Berivoj
Berivoj (románul: Berivoi) falu Romániában, Erdélyben, Brassó megyében. 1964-ben jött létre Nagyberivoj (Berivoii Mari) és Kisberivoj (Berivoii Mici) egyesítésével.

## Fekvése
Fogarastól 12 kilométerre délre, a Fogarasi-havasok lábánál fekszik.

## Nevének eredete
A szláv eredetű Berivoj személynévből származik. Érdekesség, hogy a Berivoj a forrásokban megjelenő első vlach/román személynév. 1066-ban a thesszáliai vlachok és görögök adólázadását egy Berivoj nevű egyén láriszai házában készítették elő.
Először 1511-ben mint Berivoy, majd a különvált két falu 1582-ben Nagy Berivoy, 1589-ben Kis Berivoi néven tűnik fel az okiratokban.

## Története
Nagy- és Kisberivoj Fogaras vidéki, majd Fogaras vármegyei román falvak voltak. Földrajzilag sosem különültek el, csupán egy patak választotta szét őket. 1632-ben Kisberivojt negyven jobbágycsalád, Nagyberivojt a Rákócziak 29 jobbágycsaládja, három boércsalád és a Boér család öt, muntyán zsellérből lett jobbágya lakta. A későbbiekben mindkét falut vegyesen lakták boérok és jobbágyok, 1722-ben összesen 126 boér- és 145 jobbágycsalád. A boérok a 18. században görögkatolikus hitre tértek, templomuk (a „boérok temploma”) Kisberivojban állt, míg a jobbágyok ortodoxok maradtak (Nagyberivojban állt a „jobbágyok temploma”). A nagyberivoji ortodox kolostor a Boér család birtokán jött létre, 1748-ban egy szerzetespap, öt szerzetes és nyolc apáca lakta. Épületeit Buccow tábornok 1761-ben szétbontatta. A két falu 1765 és 1851 között az orláti határőrezredhez tartozott. Nagyberivojról származott a Boér/Boer család, amelynek egyik tagja, Boér Imre a kolozsvári jezsuiták utolsó prefektusa volt, később Boér Antal (1802–1892) az 1848-as pesti országgyűlés képviselője, a Radical Párt tagja, a Makk-féle összeesküvés pesti összekötője, 1875 és 92 között Fogaras balközép párti képviselője, a képviselőház hatszoros korelnöke. Utóbbi itteni birtokain is gazdálkodott, főként élete első felében. A kettős falu a 19. század végén és a 20. század elején jelentős kallósközpont is volt.
Nagy- és Kisberivojnak 1880-ban 1384 lakosa volt, közülük 1272 román, 88 cigány és 19 magyar anyanyelvű; 896 ortodox és 456 görögkatolikus vallású.
2002-ben 713 lakosából 638 volt román, 67 cigány és nyolc magyar nemzetiségű; 618 ortodox, 68 görögkatolikus, 12 adventista és tíz pünkösdi vallású.

## Látnivalók
- Az 1761-ben lerombolt kolostor helyén, a falutól délre, az erdő tisztásán 1993-ban alapították újra ortodox kolostorát. Brâncoveanu-stílusú kolostortemplomát 1997–2002-ben építették.